# Tangwan (ort)
Tangwan är en ort i Kina. Den ligger i provinsen Hunan, i den södra delen av landet, omkring 270 kilometer sydväst om provinshuvudstaden Changsha. Antalet invånare är 370.
Runt Tangwan är det tätbefolkat, med 356 invånare per kvadratkilometer. Närmaste större samhälle är Huangmaoyuan, 15,8 km norr om Tangwan. I omgivningarna runt Tangwan växer i huvudsak blandskog.
Genomsnittlig årsnederbörd är 1 942 millimeter. Den regnigaste månaden är maj, med i genomsnitt 306 mm nederbörd, och den torraste är december, med 60 mm nederbörd.